# Hans Voß (Architekt)

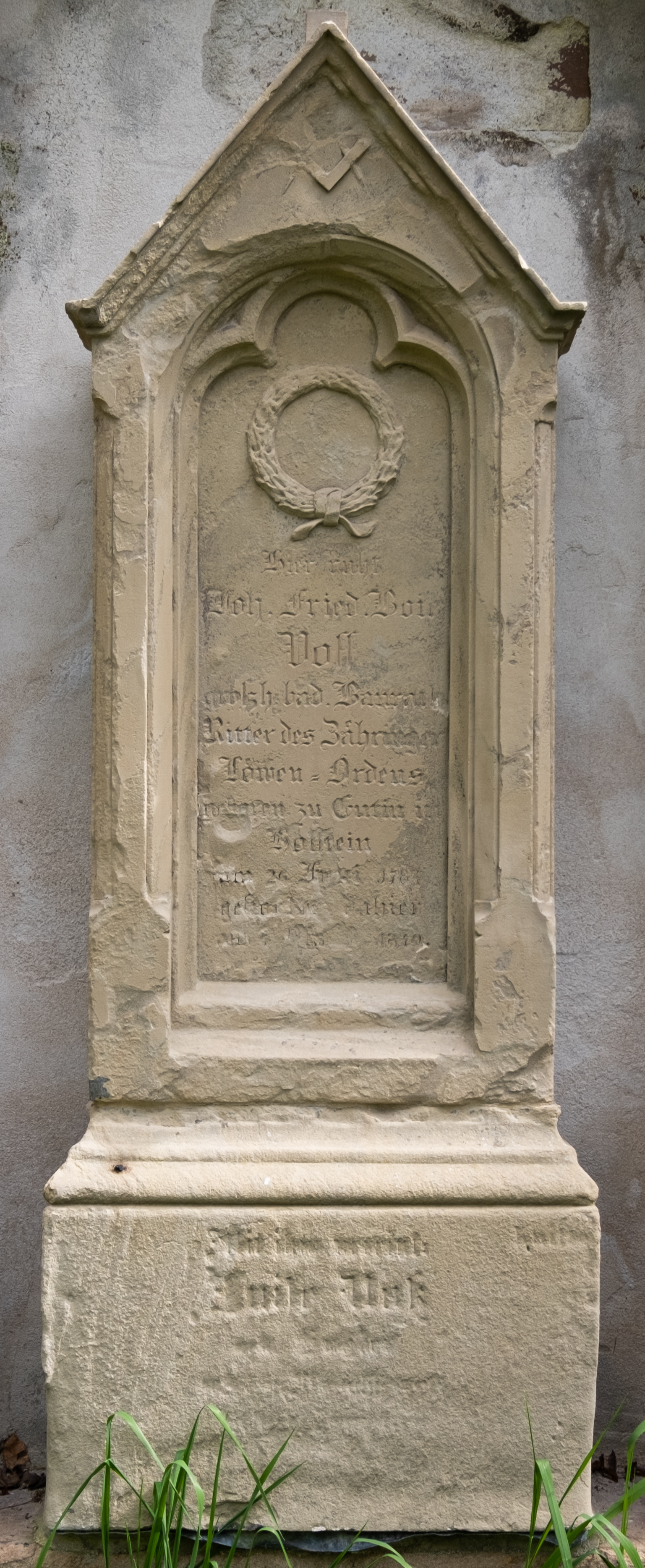
Grabstein auf dem Alten Friedhof in Freiburg

Hans Voss (* 17. Juni 1783 in Eutin; † 4. Oktober 1849 in Freiburg im Breisgau; vollständiger Name: Johann Friedrich Boie Voss) war ein deutscher Architekt und badischer Baubeamter, er gilt als einer der talentiertesten Schüler von Friedrich Weinbrenner.

## Leben
Hans Voss war ein Sohn des Dichters und Übersetzers Johann Heinrich Voß und dessen Ehefrau Ernestine, geborene Boie. Seine Brüder waren unter anderem der spätere Philologie-Professor Heinrich Voß und der Philologe und Pädagoge Abraham Voß. Hans Voss machte ab 1800 eine Lehre als Kunsttischler und übersiedelte 1803 mit seinen Eltern zunächst nach Jena, um dann von 1804 bis 1807 Architektur an der Bauschule in Karlsruhe bei Friedrich Weinbrenner zu studieren.
1807 erhielt er eine Stelle als Lehrer des Baufachs am Lyzeum in Lahr, 1814 bekam er kommissarisch die Baugeschäfte in den damaligen badischen Ämtern Lahr und Ettenheim übertragen.
1820 wurde er zum Bauinspektor in Offenburg ernannt, 1832 zum Bezirksbaumeister in Freiburg und 1844 zum Baurat.

## Auszeichnungen
- 1842: Ritter des großherzoglich badischen Ordens vom Zähringer Löwen[2]

## Werk (Auswahl)
- 1807: Evangelisches Pfarrhaus in Lahr
- 1817: Pfarrhaus bei der Stiftskirche in Lahr
- 1819–1822: katholische Kirche St. Nikolaus in Ichenheim
- 1819–1823: katholische Pfarrkirche St. Johannes in Dundenheim
- 1821: Gefängnis in Lahr
- 1821–1822: Pfarrhaus in Scherzheim
- 1821–1824: katholische Pfarrkirche St. Bartholomäus in Ortenberg
- 1826–1828: katholische Kirche St. Cyprian in Kappel
- 1826–1828: katholische Heilig-Kreuz-Kirche in Ebersweier
- 1826–1831: Simultankirche St. Laurentius in Kürzell
- 1828–1829: Pfarrkirche Zum Heiligen Kreuz in Münchweier
- 1829–1830: katholische Stadtkirche in Triberg (Bauausführung Anton Mutschlechner)
- um 1830: Landhaus in Mietersheim
- 1833–1835: katholische Kirche St. Erhard in Hofstetten
- 1828–1835: katholische Pfarrkirche St. Martin in Urloffen
- 1834–1837: katholische Kirche St. Mariä Heimsuchung in Suggental
- 1835–1838: katholische Pfarrkirche St. Johannes Baptist in Oberrotweil (in Überarbeitung eines 1829 entstandenen Entwurfs von Heinrich Hübsch)
- 1839–1842: Heil- und Pflegeanstalt in Illenau bei Achern (nach Vorentwürfen von Christian Friedrich Wilhelm Roller)
- 1839–1842: katholische Kirche St. Stephan in Oberwinden
- 1838–1844: katholische Pfarrkirche St. Hilarius in Bollschweil

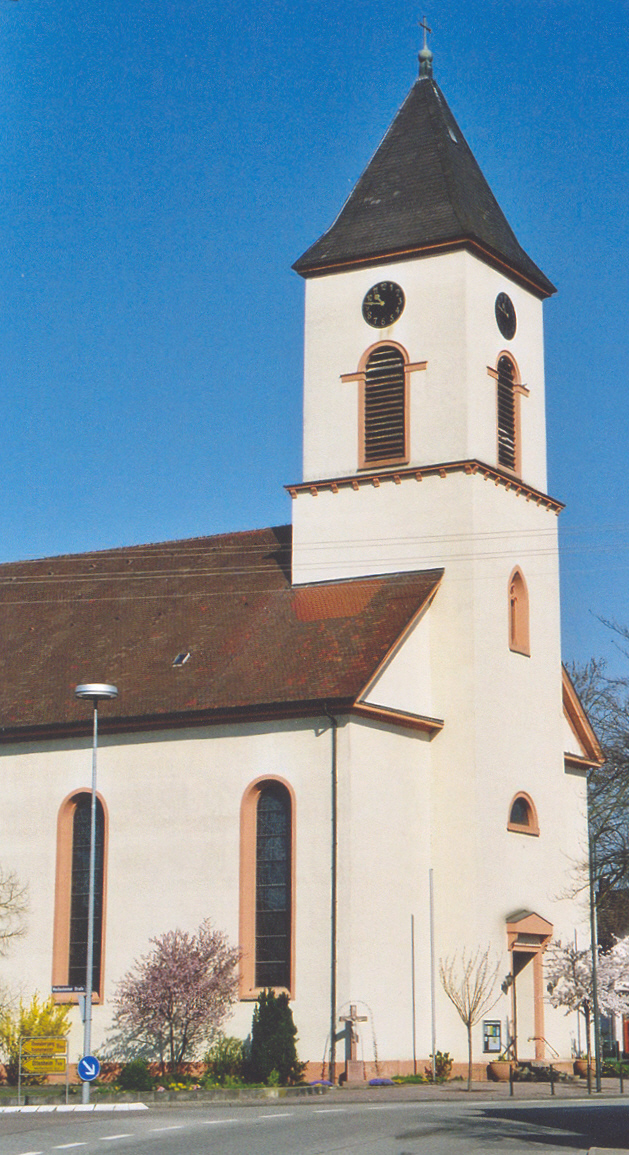
Kirche St. Nikolaus in Ichenheim, 1816–1819
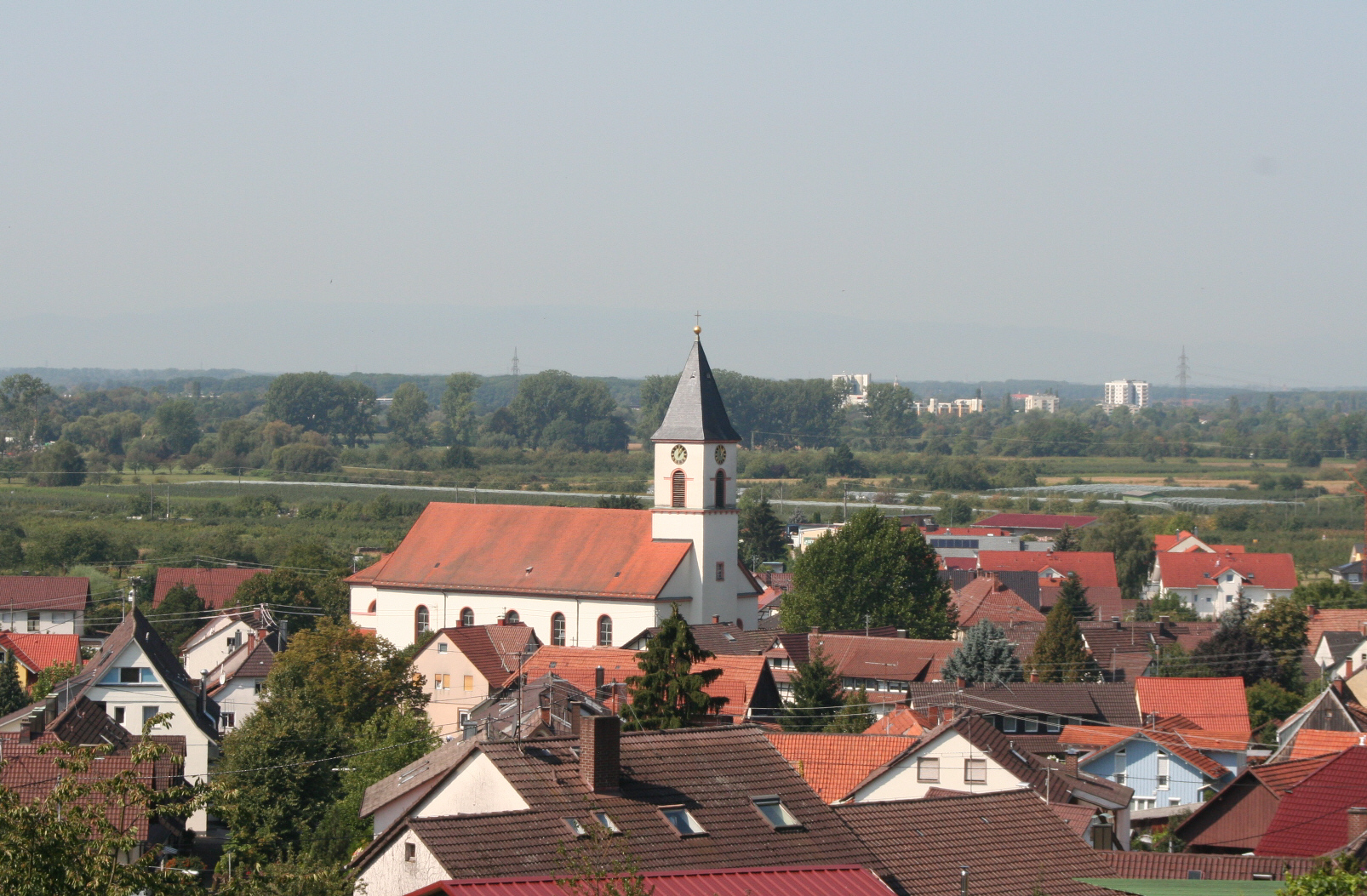
Kirche St. Bartholomäus in Ortenberg (Baden), 1821–1824
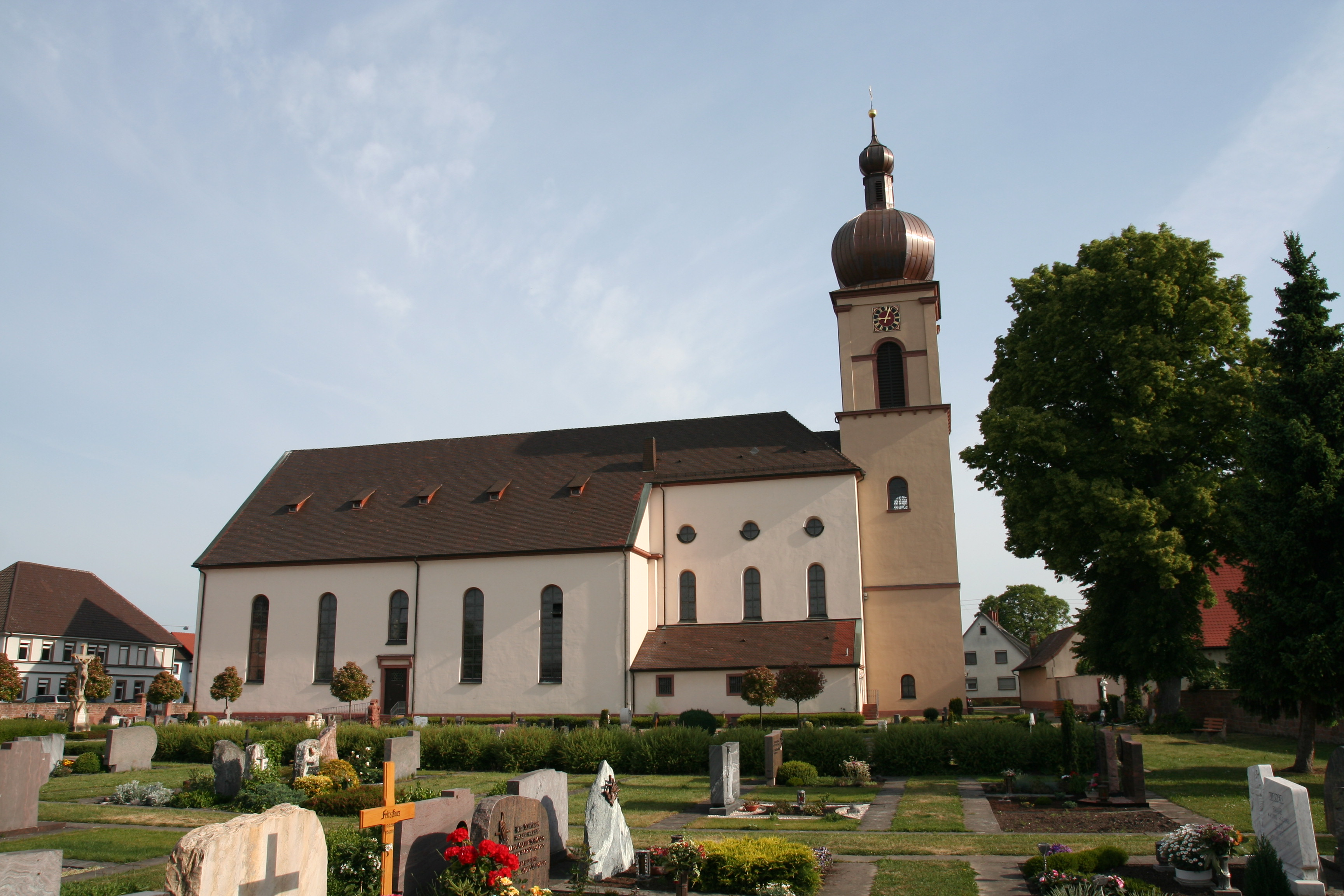
Kirche St. Cyprian in Kappel am Rhein, 1826 bis 1828
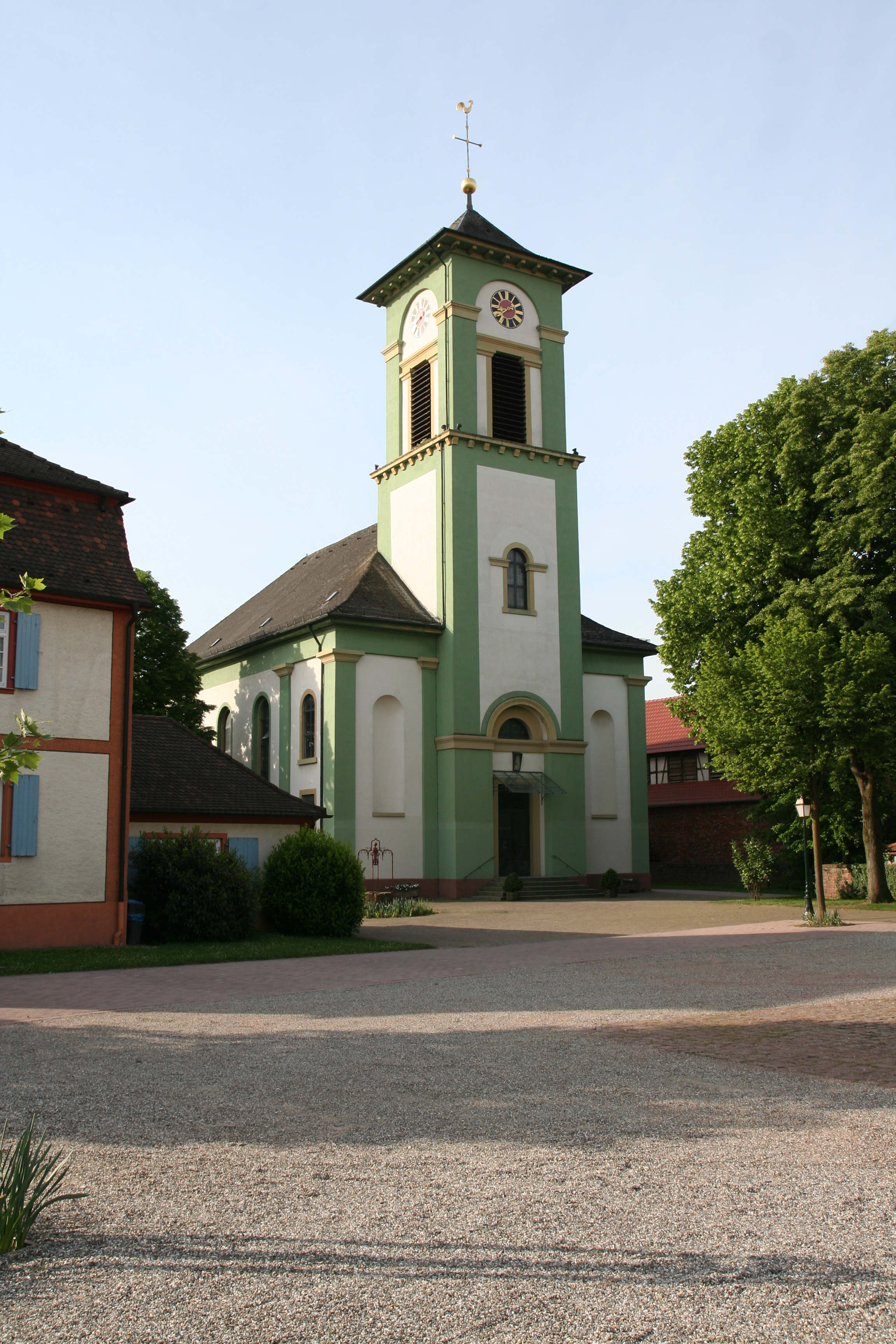
Kirche St. Laurentius in Kürzell, 1826–1831
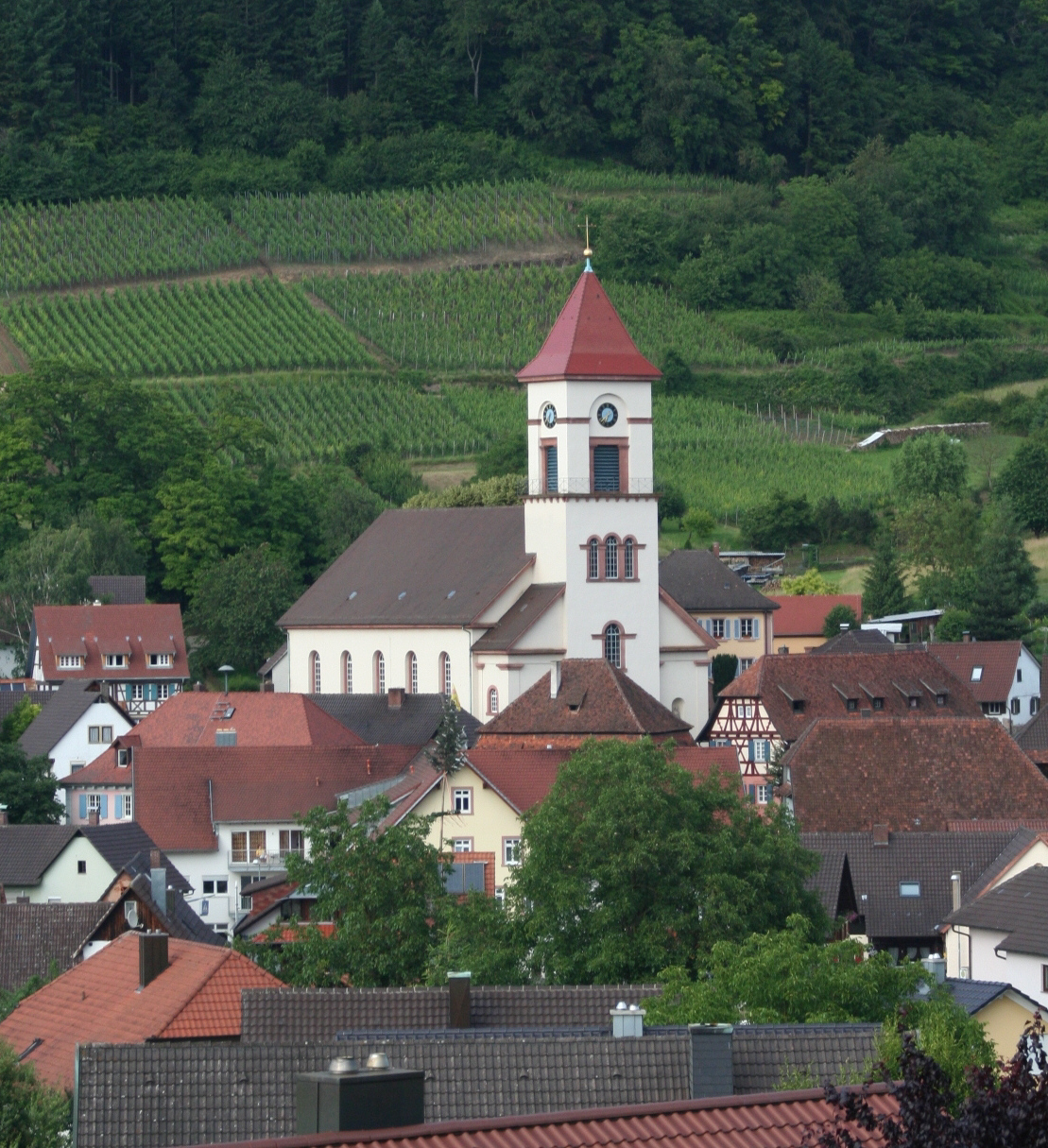
Kirche Zum Heiligen Kreuz in Münchweier, 1828–1829
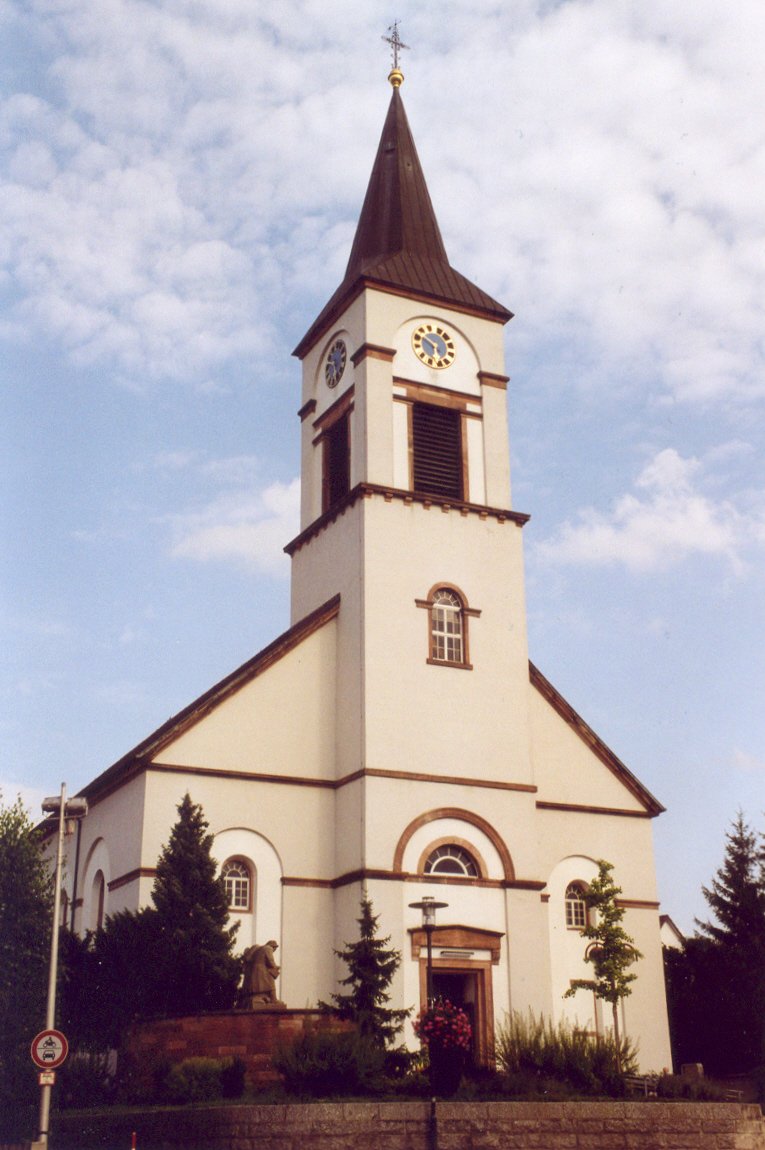
Kirche St. Martin in Urloffen, 1828–1835
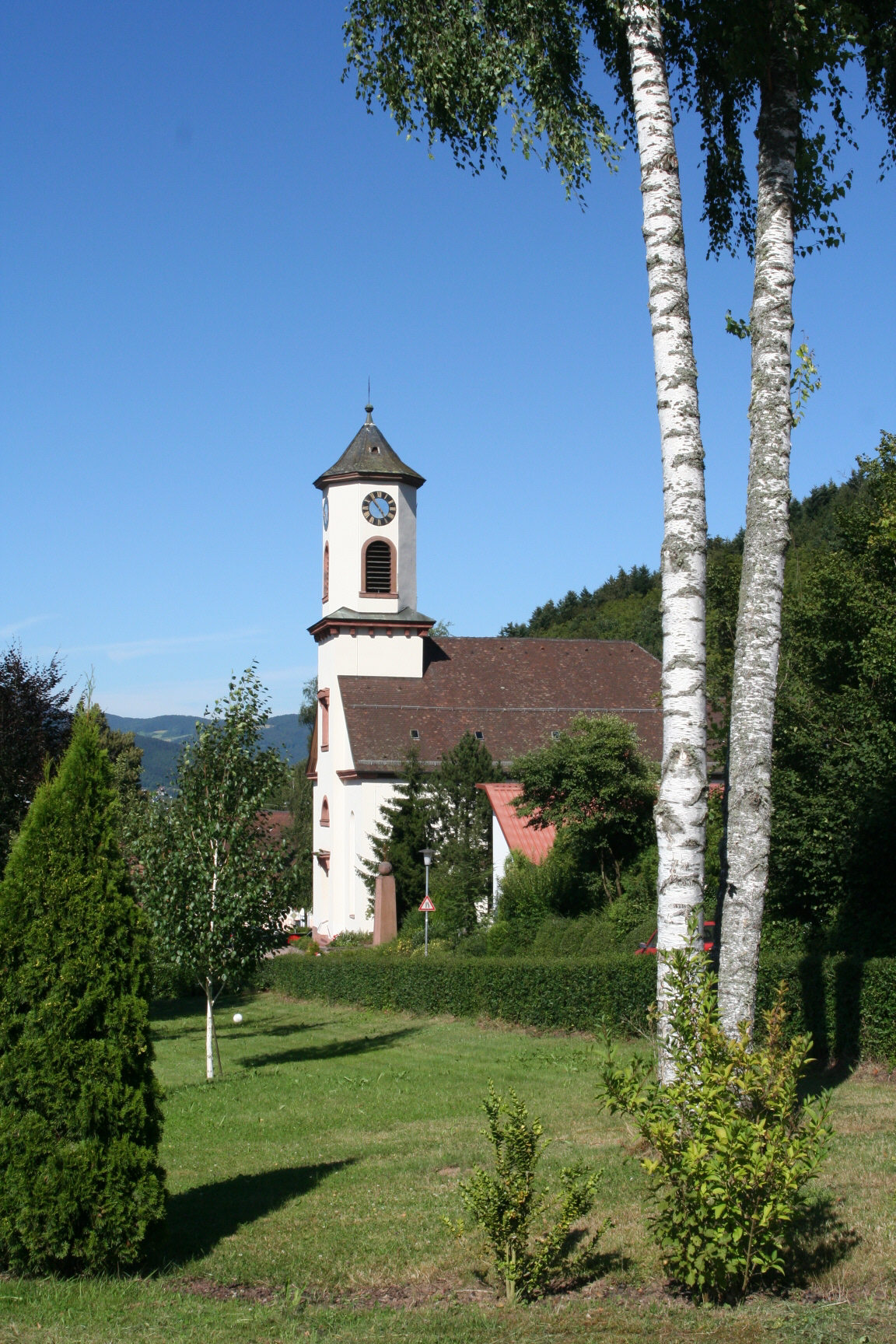
Kirche St. Erhard in Hofstetten, 1833–1835
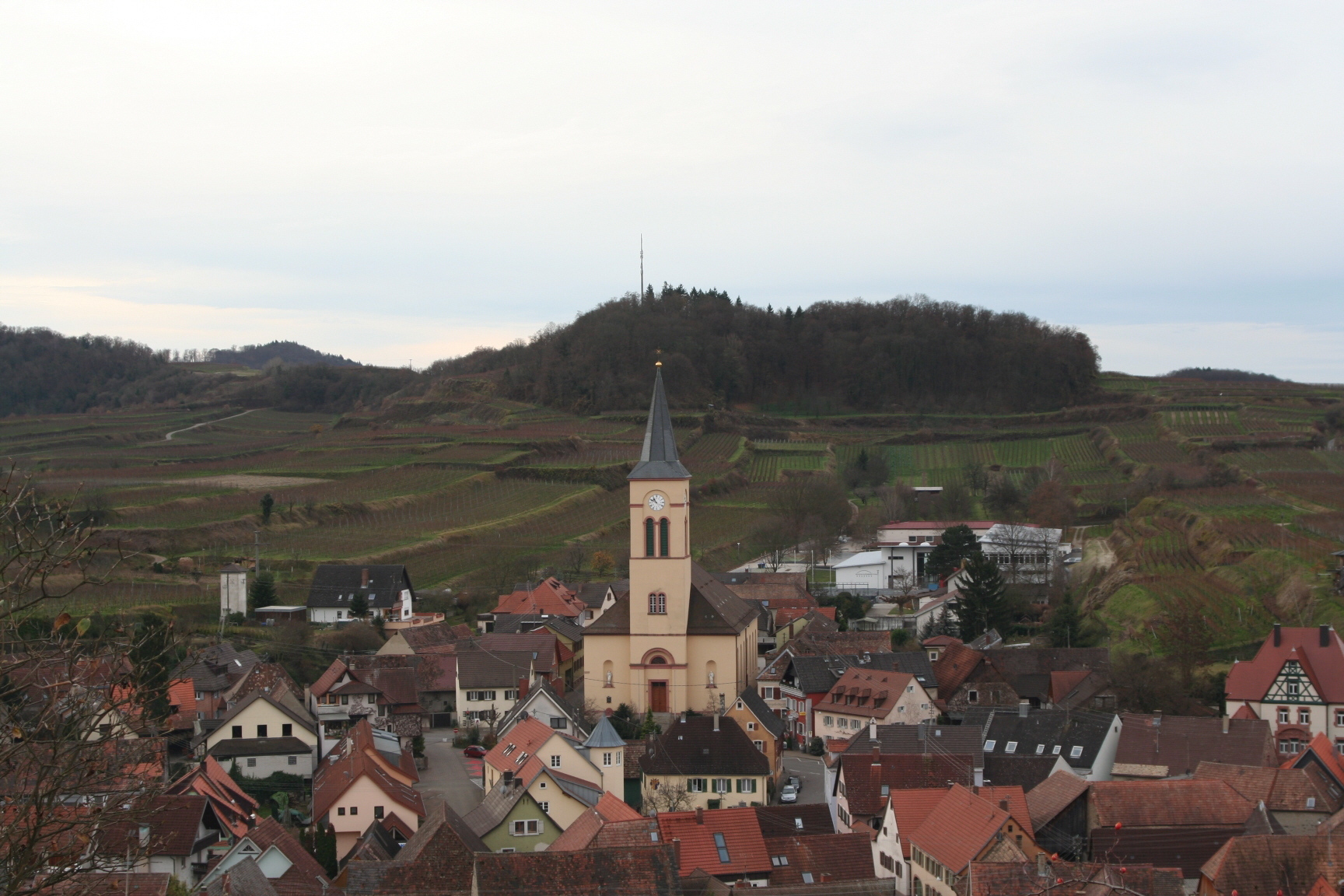
Kirche St. Johannis Baptist in Oberrotweil, 1835–1838
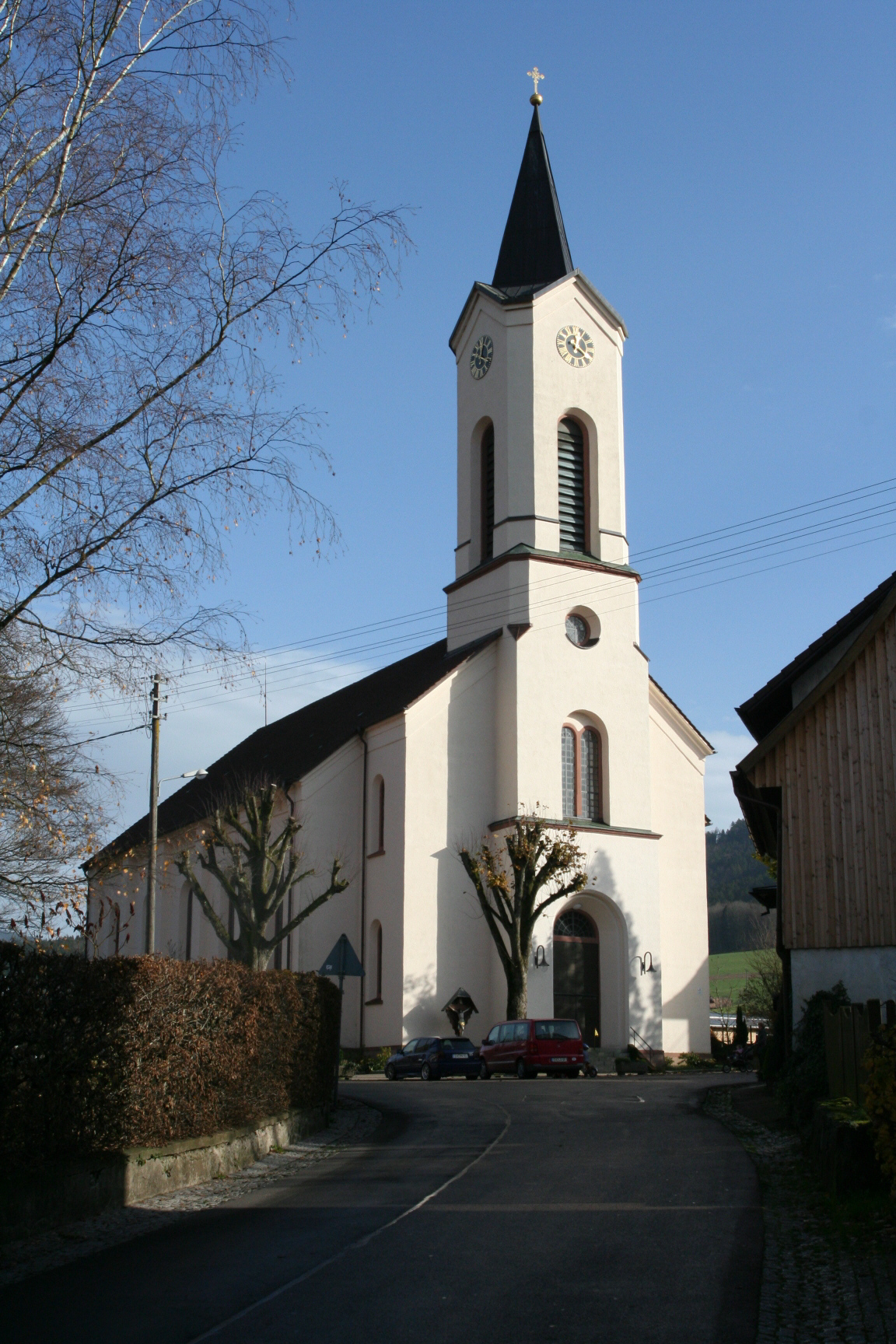
Kirche St. Stephan in Oberwinden, 1835–1842
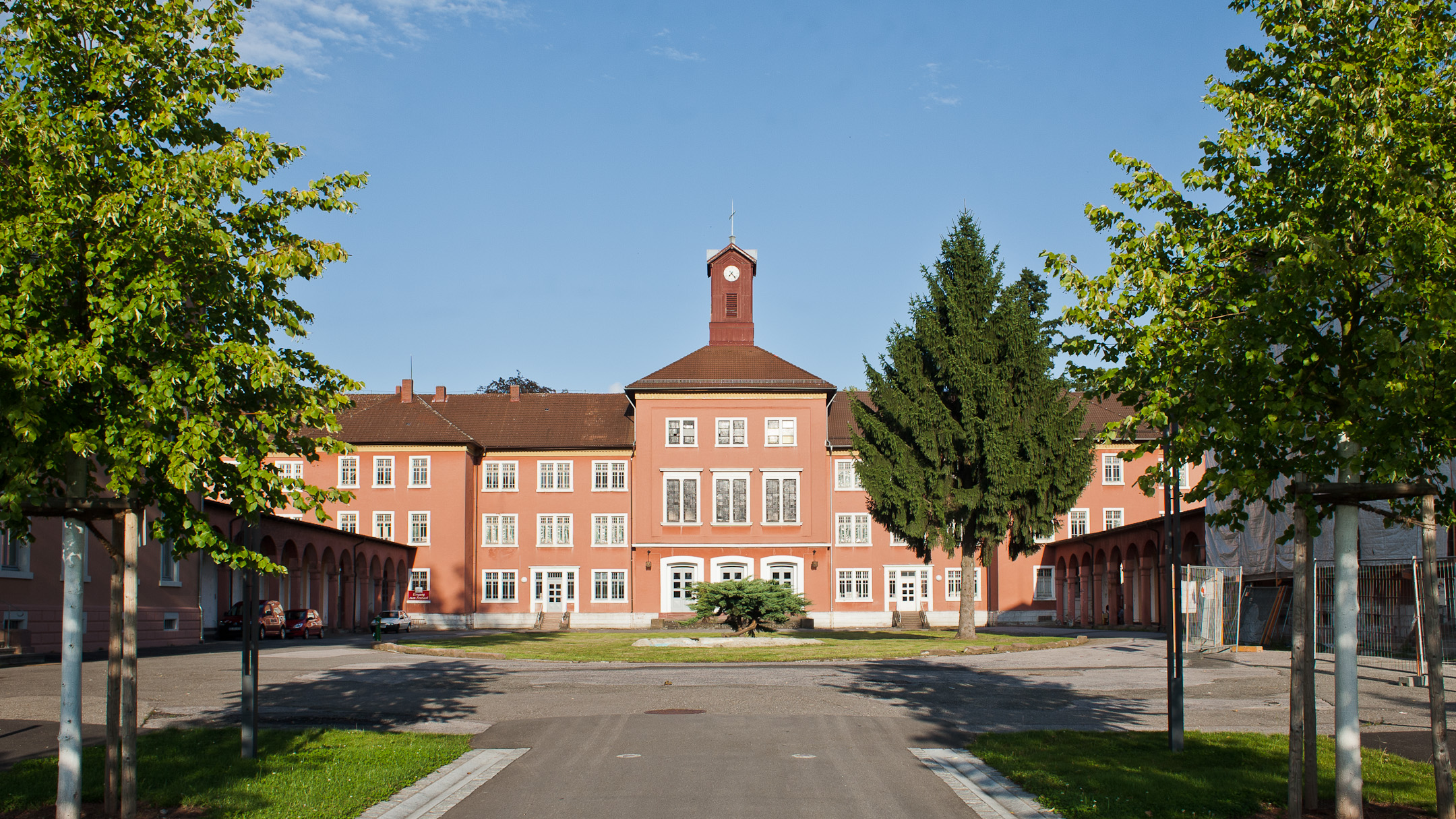
Hauptgebäude Illenau Achern, 1839–1842